# Académie Olympia

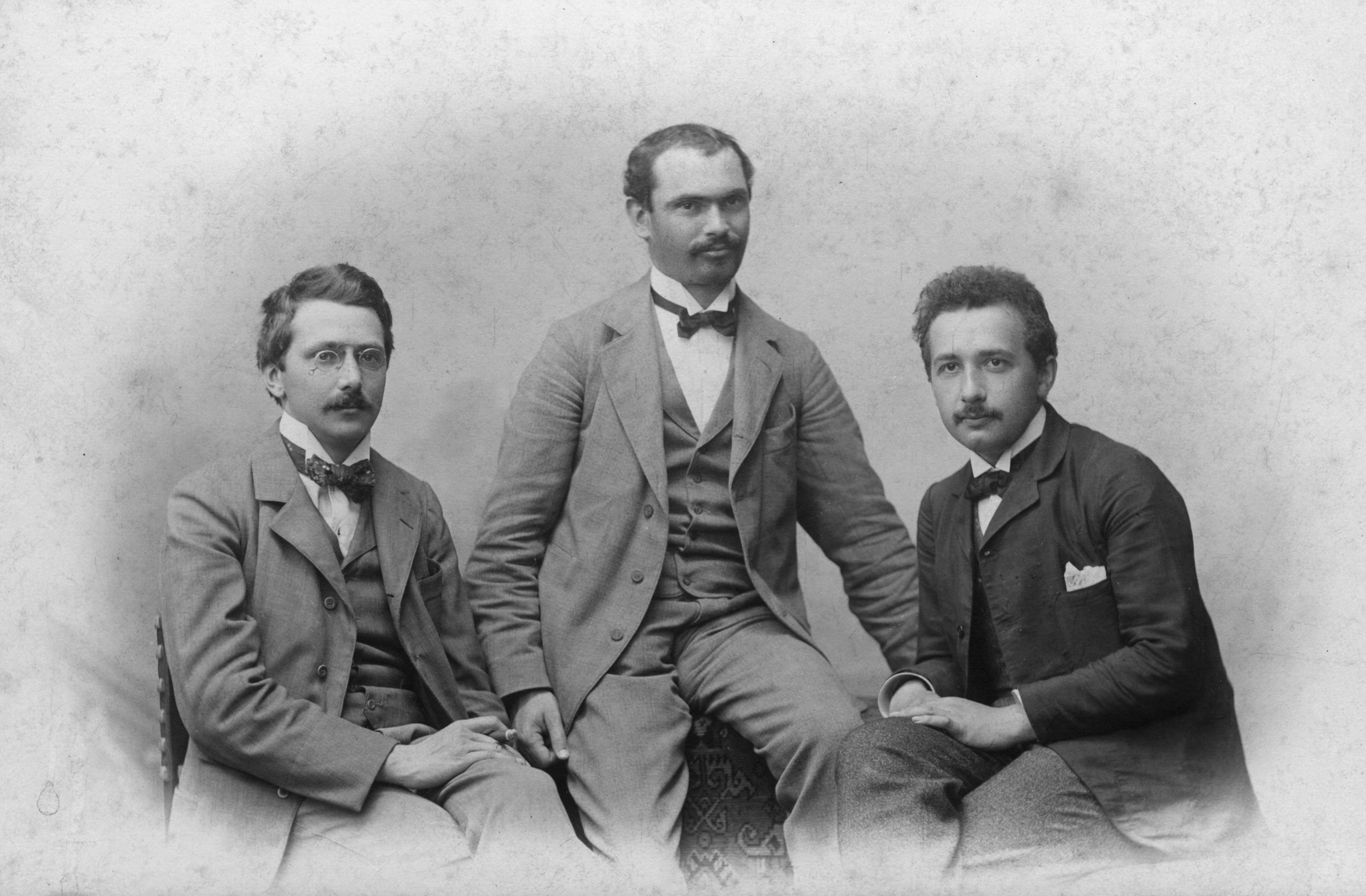
Académie Olympia : Conrad Habicht (à gauche), Maurice Solovine (au centre) et Albert Einstein (à droite).

L' Académie Olympia était un groupe d'amis, à Berne en Suisse, qui se réunissaient pour discuter de questions de physique et de philosophie. Cette académie privée a été fondée, en 1902, par Albert Einstein, Maurice Solovine et Conrad Habicht. Mileva Einstein participait aux réunions de l'Académie Olympia.

## Historique
Au printemps 1902, Maurice Solovine lut dans un journal de Berne, l'Anzeiger der Stadt Bern (Annonces de la ville de Berne ou Annonceur de la ville de Berne) une annonce qu'avait fait paraître Albert Einstein qui proposait des leçons de physique pour 3 F de l'heure. 
«Private lessons in
mathematics and physics
for students and pupils gives thoroughly
Albert Einstein, owner of the
Swiss polyt. subject teacher diploma,
Gerechtigkeitsgasse 32, 1. floor.
« À L'IMMORTELLE ACADÉMIE OLYMPIA:

Solovine se rendit donc à l'adresse indiquée et expliqua à Einstein qu'il était déçu des notions philosophiques et qu'il désirait développer ses connaissances sur le terrain plus solide de la physique. Une discussion animée s'ensuivit qui dura plus de deux heures. Elle reprit le lendemain. Le troisième jour, Einstein déclara à Solovine qu'il préférait poursuivre ces discussions qui lui paraissaient bien plus intéressantes plutôt que de lui donner des cours. Leurs rencontres se firent ainsi sur une base régulière et très vite Conrad Habicht vint les rejoindre. 
Ils nommèrent ainsi leur petit groupe de discussion "Académie Olympia". Les trois amis discutaient de philosophie, de physique et parfois de littérature ou d'autres sujets. Les trois hommes se réunissaient habituellement chez Einstein en soirée et, souvent, les discussions animées se terminaient tard dans la nuit. La lecture d'ouvrages scientifiques et philosophiques accompagnait leurs discussions. Certains de ces ouvrages auront par la suite une influence déterminante sur les idées d'Einstein.
Les trois hommes durent mettre fin à leurs rencontres lorsque Habicht dut quitter Berne en 1904 ayant obtenu un poste de professeur dans une école de Schaffhouse et que Solovine dut quitter Berne à son tour l'année suivante. L'Académie Olympia ne dura que durant cette brève période au cours de laquelle Einstein vécut la mort de son père en octobre 1902 et son mariage avec Mileva Marić en 1903 auquel assistèrent Habicht et Solovine à titre de témoins.